# Junior (nome)
Junior  è un nome proprio di persona inglese maschile.

## Varianti in altre lingue
- Portoghese brasiliano: Júnior

## Origine e diffusione
Riprende il soprannome "junior", tipicamente utilizzato per indicare un ragazzo che ha lo stesso nome di suo padre. 
Da un punto di vista etimologico, il termine inglese junior, che indica una persona più giovane di un'altra, deriva dal latino iunior, di identico significato, nato come forma comparativa di iuvenis ("persona giovane"). Per semantica, è quindi analogo al nome slavo Mladen.

## Onomastico
Il nome non è portato da alcun santo, quindi è adespota; l'onomastico si può festeggiare eventualmente il 1º novembre, in occasione di Ognissanti.

## Persone
- Junior Ajayi, calciatore nigeriano
- Junior Arias, calciatore uruguaiano
- Junior Arteaga, calciatore nicaraguense
- Junior Cadougan, cestista canadese
- Junior dos Santos, artista marziale misto brasiliano
- Junior Flemmings, calciatore giamaicano
- Junior Galette, giocatore di football americano haitiano
- Junior Messias, calciatore brasiliano
- Junior Morias, calciatore giamaicano